# Keep Your Mind Wide Open
"Keep Your Mind Wide Open" é uma canção de AnnaSophia Robb, que foi lançado durante a primeira semana de março do ano de 2007, que também foi ao ar no Disney Channel no formato de videoclipe. A canção "Keep Your Mind Wide Open" estreou em 90º lugar na Billboard Hot 100, sendo a primeira canção de AnnaSophia Robb na tabela.

## Single
O single foi lançado em março de 2007, também ganhando um videoclipe que foi ao ar no Disney Channel. A canção foi escrita por Dave Bassett e Michelle Featherstone, para o filme Bridge to Terabithia (Ponte para Terabítia), onde AnnaSophia Robb interpretou Leslie Burke. Uma parte da música é ouvida através do rádio durante uma cena em que Jess e sua família estão comendo bolo. A canção foi apresentado no Blu-ray e no lançamento do DVD como um extra. Agora está disponível no iTunes. Até o momento, esta é a única canção de AnnaSophia Robb.

## Paradas musicais
| Paradas (2007)                     | Posições |
| ---------------------------------- | -------- |
| Estados Unidos — Billboard Hot 100 | 90       |